# Deutsche Kriegsgräberstätte La Cambe
| Friedhof                                                                        | Friedhof                                   |
| ------------------------------------------------------------------------------- | ------------------------------------------ |
| Deutsche Kriegsgräberstätte La Cambe (Cimetière militaire allemand de La Cambe) |                                            |
| Land:                                                                           | Frankreich                                 |
| Region:                                                                         | Normandie                                  |
| Ort:                                                                            | La Cambe                                   |
| Einweihung:                                                                     | September 1961, ursprünglich angelegt 1944 |

Der Soldatenfriedhof von La Cambe (franz. Cimetière militaire allemand de La Cambe) ist eine deutsche Kriegsgräberstätte in der normannischen Gemeinde La Cambe ca. 5 km südwestlich von Omaha Beach und ca. 20 km westlich der Stadt Bayeux in Frankreich. Dort ruhen mehr als 21.000 deutsche Soldaten, die im Zweiten Weltkrieg gefallen sind.

## Geschichte
Die Anlage war zunächst eine Kriegsgräberstätte, die während des Krieges durch den Bergungs- und Identifikationsdienst für gefallene Soldaten (Graves Registration Service) der United States Army am Rande der Kampfzone angelegt wurde. Amerikanische und deutsche gefallene Soldaten der See- und Luftstreitkräfte wurden in zwei benachbarten großen Grabfeldern bestattet.
Nach Kriegsende wurden die Kriegsverwüstungen beseitigt. Parallel dazu wurden die sterblichen Überreste der gefallenen Amerikaner exhumiert und entsprechend den Wünschen ihrer Familien überführt. Zwei Drittel ihrer Gefallenen überführten die Amerikaner ab 1945 von La Cambe in die USA. Die übrigen wurden zum neuen ewigen American Cemetery and Memorial in Colleville-sur-Mer oberhalb der Landestelle in Omaha Beach überführt und dort begraben.
Wegen des amerikanischen Kriegsfortschrittes waren die deutschen Kriegstoten über eine weite Fläche in der Normandie verstreut begraben. Viele wurden in einzelnen Feldgräbern oder auf kleinen Friedhöfen am Rande des Kriegsgeschehens beigesetzt.

## Neubelegung

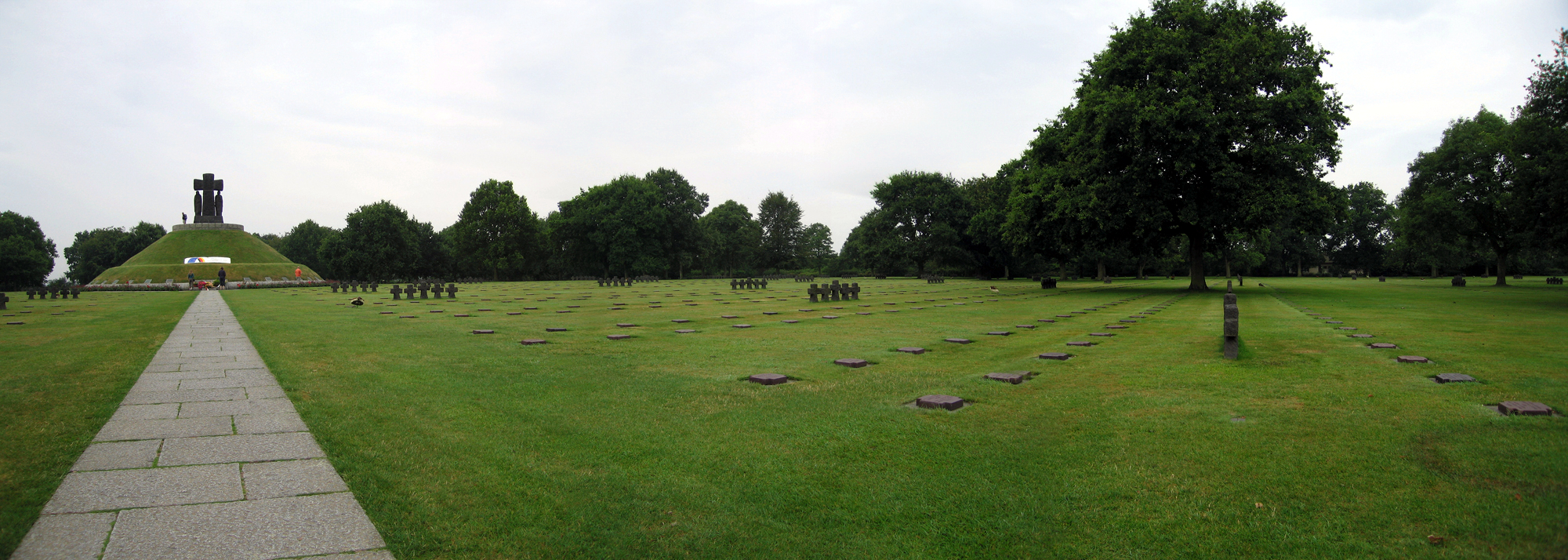
Die deutsche Kriegsgräberstätte La Cambe

Nach Kriegsende strebte der Volksbund Deutsche Kriegsgräber an, sechs große deutsche Kriegsgräberstätten in der Normandie zu errichten. La Cambe war gut geeignet, eine der sechs zentralen Kriegsgräberstätten zu werden, weil dort bereits deutsche Kriegstote ruhten, weitere Zubettungen vom englischen und französischen Gräberdienst vorgenommen worden waren, und weil es bereits informell vom Volksbund Deutsche Kriegsgräberfürsorge gepflegt wurde. Durch den deutsch-französischen Vertrag von 1954 über die Kriegsgräberstätten ging die Zuständigkeit für La Cambe 1954 offiziell auf den Volksbund über. Zu diesem Zeitpunkt befanden sich bereits 8.000 tote deutsche Soldaten auf dem Friedhof. In der Folgezeit konnten die sterblichen Überreste von 12.000 deutschen Soldaten von 1.400 Bestattungsorten in den französischen Départements Calvados und Orne umgebettet werden. Später wurden mehr als 700 Soldaten, die an den Kriegsplätzen der Normandie noch gefunden wurden, dorthin überführt.

## Gestaltung
Die Neugestaltung des Friedhofes begann unmittelbar nach der offiziellen Übergabe der Kriegsgräberstätte. Im Jahr 1958 wurde durch ein internationales Jugendlager der Friedhof erweitert und an der Aufschüttung des sechs Meter hohen Tumulus gearbeitet. La Cambe wurde offiziell am 21. September 1961 als deutsche Kriegsgräberstätte eingeweiht. Architekt war Robert Tischler, nach Angaben vor Ort NSDAP-Mitglied.
Der Tumulus wird von zwei Statuen flankiert und ist durch ein großes dunkles Basaltlavakreuz markiert. Dort sind 207 unbekannte und 89 identifizierte deutsche Soldaten in einem Massengrab beigesetzt. Um den Tumulus angeordnet befinden sich 49 rechteckige Grabfelder mit jeweils bis zu 400 Gräbern, die auf einer grünen Rasenfläche durch Grabplatten gekennzeichnet sind.
Eine Tafel vor dem Friedhof erinnert an das Schicksal der amerikanischen und deutschen Soldaten.

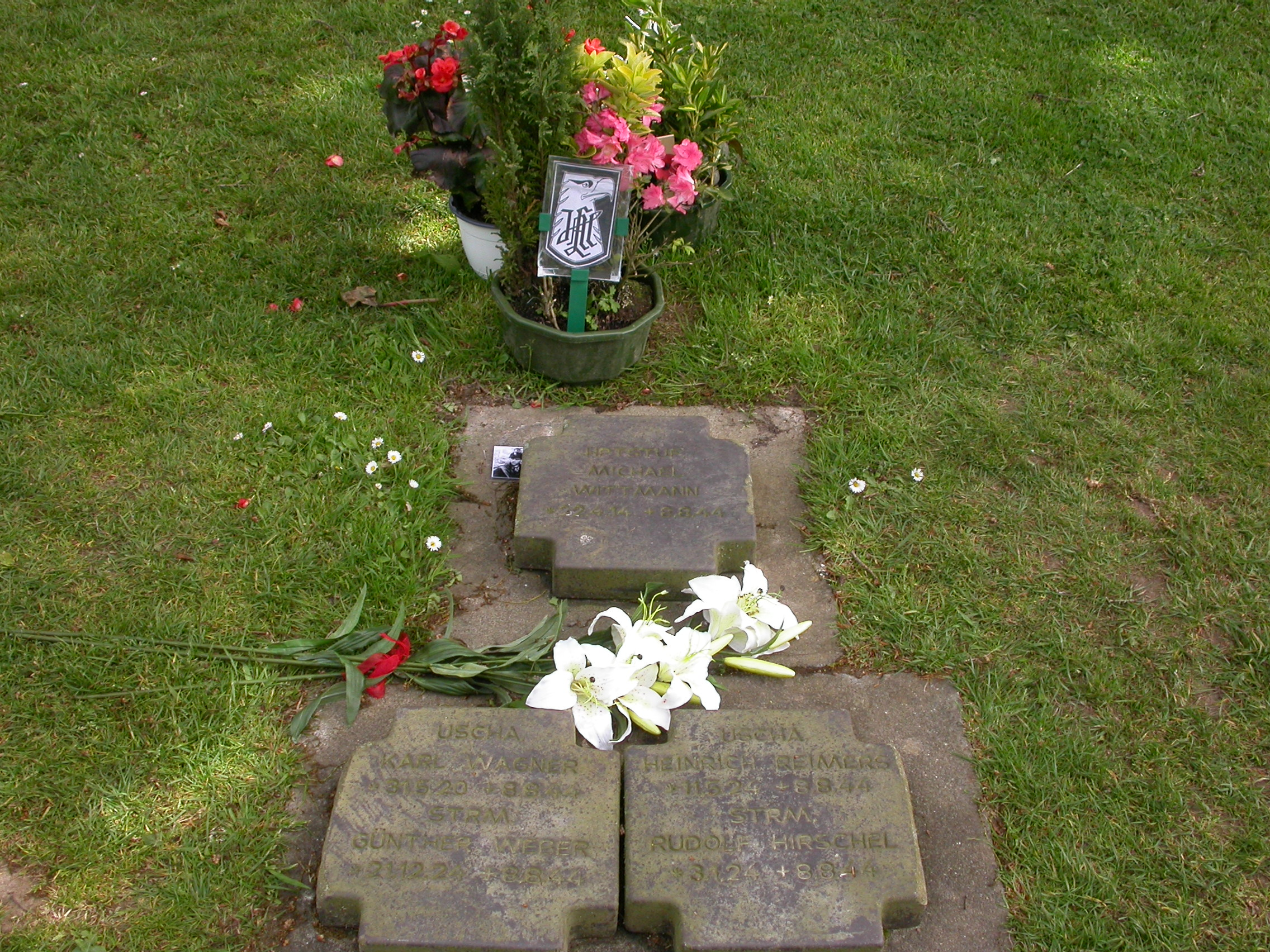
Grab von Michael Wittmann mit der Besatzung des Tiger 007, Kriegsgräberstätte La Cambe, Frankreich – Beachtenswert ist das (noch 2007) an der Grabstätte gesehene und fotografierte Emblem der „Leibstandarte SS Adolf Hitler.“

## Die Gefallenen
Die Mehrzahl der in La Cambe Beigesetzten fiel zwischen dem 6. Juni und dem 20. August 1944. Sie waren zwischen 16 und 72 Jahren alt und starben während der Landung der Alliierten und in den nachfolgenden Kämpfen. Mit Stand Juli 2008 waren 21.222 deutsche Soldaten der Marine und Luftwaffe in La Cambe beigesetzt. Nach 50 Jahren werden immer noch Kriegstote in der Normandie geborgen. Formelle Beisetzungen sind aber nur noch selten.
Auf dem Friedhof sind auch tote Soldaten der Waffen-SS beigesetzt. Michael Wittmann, ein im Dritten Reich populärer Kommandant eines Tiger-Panzers, war mit seiner Mannschaft zunächst formlos an einer nicht weiter gekennzeichneten Stelle beigesetzt worden. Die sterblichen Überreste wurden erst 1983 wieder aufgefunden und dann auf den Sammelfriedhof La Cambe überführt. Auch Soldaten, die am Massaker von Oradour beteiligt waren, sind hier beigesetzt, z. B. Adolf Diekmann.

## Informationszentrum
Seit Mitte der 1990er Jahre gibt es ein Informationszentrum am Friedhof zum Gedenken an die Operation Overlord, bei der im Sommer 1944 über 100.000 Menschen starben, Amerikaner, Briten, Deutsche, Franzosen, Kanadier, Polen und Angehörige anderer Nationen. Auch mindestens 14.000 französische Zivilpersonen fanden den Tod. Die menschlichen Schicksale und die Versöhnung stehen im Vordergrund. Für die Besucher gibt es eine ständige Ausstellung über den Volksbund Deutsche Kriegsgräber. Die Suche nach Kriegsgräbern ist dort in der Gräber-Datenbank möglich. In einem Friedenspark um den Friedhof stehen 1.200 Ahornbäume aus Spenden. Die Bäume wachsen für den Frieden.

## Workcamps
Der Volksbund Deutsche Kriegsgräberfürsorge ist anders als die amerikanische und die Commonwealth War Graves Commission auf Spenden angewiesen. Während der Sommerferien pflegen Jugendliche in Workcamps freiwillig die Gräber, besuchen amerikanische und deutsche Kriegsgräberstätten, Gedenkstätten, die Landungsplätze der Invasion und nehmen an der Gedenkfeier mit Veteranen und dem Bürgermeister von La Cambe teil.

## Gedenkstätten in der Normandie
Die Friedhöfe aller beteiligten Nationen an den Kämpfen in der Normandie sind im Artikel Gedenken an die Operation Overlord beschrieben. In der Nähe von La Cambe befinden sich die Kriegsgräberstätten der Alliierten Colleville-sur-Mer (amerikanisch), Bayeux (britisch), Cintheaux (kanadisch) und Urville-Langannerie (polnisch).